# Танасійчук Віктор Іванович
Віктор Іванович Танасійчук (15 вересня 1961) — український дипломат. Тимчасовий повірений у справах України в КНР (2003—2004). Генеральний консул України у місті Шанхай, КНР (2004—2006).

## Життєпис
Народився 15 вересня 1961 року в місті Умань на Черкащині.
У 1992—1993 рр. — комерційний директор, генеральний директор українсько-китайського спільного підприємства «Ю-Ті-Ай».
У 1994—1998 рр. — другий, перший секретар Посольства України в КНР.
У вересні — грудні 1998 р. — завідувач відділом міжнародної співпраці Секретаріату Уповноваженого Верховної Ради України з прав людини.
У 1999—2002 рр. — головний консультант, заступник завідуючого відділом Управління забезпечення міжпарламентських зв'язків Верховної Ради України.
У 2002—2004 рр. — радник, радник-посланник Посольства України в КНР.
З листопада 2003 по липень 2004 рр. — Тимчасовий повірений у справах України в КНР.
У 2004—2006 рр. — Генеральний консул України у місті Шанхай, КНР
У 2008—2010 рр. — керівник представництва української будівельної компанії «ТММ» в КНР.
У 2010—2014 рр. — радник Голови Правління Державної акціонерної холдінгової компанії «Артем»..
У 2015—2019 рр. — радник-посланник Посольства України в КНР
У 2019 році — Радник Першого віце-прем'єр-міністра України-Міністра економічного розвитку і торгівлі України Степана Кубіва.

## Сім'я
- Танасійчук Ольга Юріївна — дружина, журналістка Українського національного інформагентства «Укрінформ»[5]